# George Saintsbury

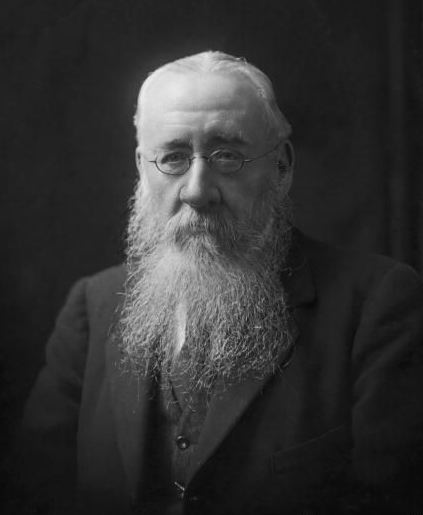
George Saintsbury (um 1910)

George Edward Bateman Saintsbury (* 23. Oktober 1845 in Southampton; † 28. Januar 1933) war ein britischer Literaturkritiker und Gelehrter.

## Biografie
Nach dem Schulbesuch studierte er am King’s College London sowie am Merton College der Universität Oxford und war anschließend zwischen 1868 und 1876 nacheinander Schulmeister in Manchester, Guernsey und Elgin und wurde kurz darauf zu einem der aktivsten Literaturkritiker seiner Zeit. Dabei verfasste er Beiträge für die wichtigsten Zeitschriften und Enzyklopädien und war selbst Herausgeber des Macmillan's Magazine.
1895 wurde er zum Regius Professor für englische Literatur an die University of Edinburgh berufen und übte diese Lehrtätigkeit bis 1915 aus. Während dieser Zeit schrieb er zahlreiche Bücher über die Geschichte der englischen und französischen Literatur, John Dryden, John Churchill, 1. Duke of Marlborough, Walter Scott, Matthew Arnold, William Thackeray, die Frührenaissance (The Earlier Renaissance), unbekanntere Poeten der Zeit von Karl I. (Minor Poets of the Caroline Period, 1906), die auch die erste vollständige Sammlung der Werke des Poeten Sidney Godolphin enthielten. Außerdem erschienen zwischen 1900 und 1904 drei Bände mit historischen Kritiken sowie Bücher über den Versfuß (English Prosody, 1906 bis 1910), den free verse (Prose Rhythm, 1912) sowie The English Novel (1913), in der Werke von Henry Neville erschienen.
Auch nach seiner Emeritierung verfasste er neben Essays on English Literature, Corrected Impressions; Essays on Victorian Writers, Miscellaneous Essays, A History of Elizabethan Literature, A Letter Book, Selected With an Introduction on the History and Art of Letterwriting mehrere Bücher wie:
- The Peace of the Augustans (1916)
- A History of the French Novel (1917–1919)
- Notes on a Cellar Book (1920)[2]
- Scrapbooks (1922–1924).

Außerdem verfasste er 1929 die Einführung zu Dorothy L. Sayers’ Übersetzung von Tristan in Brittany: being the fragments of The Romance of Tristan.
1911 wurde er zum Mitglied (Fellow) der British Academy gewählt.

## Zitate
Saintsbury war auch bekannt für seine zahlreichen Zitate in seinen Werken wie:
- „Zwischen Scott in der frühen Zeit und Dickens und Thackeray auf der anderen gab es eine immense Produktion von Romanen, erklärt von nicht wenigen Namen, die hochrangig zweitklassig waren, während einige mehr als einen von diesen in die erste Klasse erhoben.“ („Between Scott on the earlier side and Dickens and Thackeray on the other, there was an immense production of novels, illustrated by not a few names which should rank high in the second class, while some would promote more than one of them to the first.“)

- „Aber zu der Zeit als er (Walter Scott) schrieb, schrieben Engländer, mit wenigen Ausnahmen nur in französischer oder lateinischer Sprache; und als diese begannen in englischer Sprache zu schreiben, wurde ein Mann mit Genius, der ihn interpretieren und sich mit ihm messen konnte, für lange Zeit nicht gefunden.“ („But at the time when he wrote, Englishmen, with the rarest exceptions, wrote only in French or Latin; and when they began to write in English, a man of genius, to interpret and improve on him, was not found for a long time.“)

- „Aber sogar Gold ist nicht alles: und nur ein Fanatiker, und zwar ein ziemlich närrischer Fanatiker, würde sagen, dass dieser Romanstil alles Gute, dass Fiktion geben kann und tut, zusammenfasst und erschöpfend darstellt.“ („But even gold is not everything: and only a fanatic, and a rather foolish fanatic, would say that this style of fiction summed up and exhausted all the good that fiction could give and do.“)

- „Aber das 18. Jahrhundert, im großen und ganzen, verabscheut Melancholie.“ („But the eighteenth century, on the whole, loathed melancholy.“)

- „Es ist das unwiderlegte Zeugnis der gesamten Geschichte, dass alkoholische Getränke von den stärksten, weisesten, edelsten und in jeder Hinsicht besten Rassen aller Zeiten benutzt worden sind.“ („It is the unbroken testimony of all history that alcoholic liquors have been used by the strongest, wisest, handsomest, and in every way best races of all times.“)

- „Miss Austen hat die unendlichen Möglichkeiten der einfachen und vorhandenen Themen für einen Romancier aufgezeigt.“ („Miss Austen had shown the infinite possibilities of ordinary and present things for the novelist.“)

- „Eine der bekanntesten, und am wenigsten verständlichsten, Fakten der Literaturgeschichte ist die Verspätung, in der westeuropäischen Literatur jeder Art, außer der prosaischen Fiktion, und die vergleichende Abwesenheit in den beiden klassischen Sprachen, die wir so nennen.“ („One of the best known, and one of the least intelligible, facts of literary history is the lateness, in Western European Literature at any rate, of prose fiction, and the comparative absence, in the two great classical languages, of what we call by that name.“)

- „Das italienische Prosamärchen hat mit seinem Einfluss bereits zu Chaucers Zeit begonnen: aber die Umstände und die Atmosphäre waren noch zu ungünstig für dessen Wachstum.“ („The Italian prose tale had begun to exercise that influence as early as Chaucer's time: but circumstances and atmosphere were as yet unfavourable for its growth.“)

- „Die Odyssee ist, wahrhaftig, eine der größten aller Geschichten, es ist der ursprüngliche Ritterroman des Westens; aber die Ilias, obwohl ein prächtiges Gedicht, ist keine große Geschichte.“ („The Odyssey is, indeed, one of the greatest of all stories, it is the original romance of the West; but the Iliad, though a magnificent poem, is not much of a story.“)

## Werke
- George Saintsbury: The Earl of Derby. Sampson Low, Marston & Company, London 1892 (englisch, archive.org [abgerufen am 23. Oktober 2019]).